# Yacine Qasmi
Yacine Qasmi (* 3. Januar 1991 in Pontoise) ist ein französisch-marokkanischer Fußballspieler.

## Karriere

### Verein
Der Spieler war in der Jugend für Cosmo de Taverny aktiv und wechselte 1998 in den Nachwuchs von Paris Saint-Germain. Sein Profidebüt absolvierte er dort am 15. Dezember 2010 in der UEFA Europa League beim 1:1-Unentschieden gegen Karpaty Lwiw, als er in der 78. Minute für Mathieu Bodmer eingewechselt wurde. 2011 verließ er Paris und spielte in den folgenden Jahren für die Zweitmannschaften von Stade Rennes, FC Getafe und Sporting Gijón. Zwischen 2014 und 2019 spielte er für die spanischen Drittligamannschaften Sestao River Club, SD Compostela, CD Alcoyano, Mérida AD und UD Melilla. Im Februar 2019 wechselte Qasmi in die zweite Liga zum FC Elche. Anfang 2020 schloss er sich dem Ligakonkurrenten Rayo Vallecano an. Dort blieb er zwei Jahre und im Januar 2022 wechselte der Spieler weiter zum CD Leganés. Dann folgte zur Saison 2023/24 der Zweitligist SD Eibar und aktuell steht Qasmi seit November 2024 wieder beim CD Alcoyano in der drittklassigen Primera Federación unter Vertrag.

### Nationalmannschaft
Von 2010 bis 2012 absolvierte Qasmi insgesamt 16 Partien für diverse marokkanische Jugendnationalmannschaften und erzielte dabei drei Treffer. Mit der U-23-Auswahl nahm er am Afrika-Cup 2011 im eigenen Land teil, kam dort zu vier Einsätzen und verlor das Finale mit 1:2 gegen Gabun.